# Amato Ciciretti
Amato Ciciretti (Roma, 31 de diciembre de 1993) es un futbolista italiano. Juega de centrocampista o delantero en el Latina Calcio 1932 de la Serie C.

## Trayectoria
Se formó en las categorías inferiores de los clubes principales de su ciudad natal, Lazio y Roma. Con los romanistas ganó una liga sub-17 en 2010, el Torneo Primavera en 2011 y, el mismo año, la Copa Italia Primavera.
Desde 2012 a 2015, la Roma lo cedió a préstamo a varios clubes de la tercera división italiana: Carrarese, L'Aquila, Pistoiese y Messina.
En 2016 fue contratado por el Benevento, con el que logró en dos temporadas el doble histórico ascenso a la Serie B y a la Serie A. El 20 de agosto de 2017, Ciciretti debutó en la máxima categoría italiana, marcando el primer gol en la Serie A de la historia del Benevento, contra Samporia. El 18 de enero de 2018, fue cedido al Parma de la Serie B, donde empezó a jugar solo en febrero, debido a una lesión. Su debut en el club parmesano se produjo el 11 de febrero contra el Perugia: Ciciretti entró al campo en el minuto 71, reemplazando a Roberto Insigne. Marcó su primer gol en la última fecha contra el Spezia, partido decisivo para el ascenso del Parma a la Serie A.
El 1 de julio de 2018 fue adquirido por el Napoli, que el 26 de julio lo cedió otra vez al Parma y, en enero de 2019, al Ascoli de la Serie B. En enero de 2020 fue cedido al Empoli y en octubre del mismo año al Chievo Verona de la Serie B.
El 8 de septiembre de 2023 regresó al Benevento Calcio después de firmar un contrato hasta junio de 2024.

### Internacional
Fue internacional con la selección de Italia sub-18 y sub-19.

## Clubes
| Club                           | País   | Año       |
| ------------------------------ | ------ | --------- |
| Carrarese Calcio 1908 (cedido) | Italia | 2012-2013 |
| L'Aquila Calcio 1927 (cedido)  | Italia | 2013-2014 |
| A. C. Pistoiese (cedido)       | Italia | 2014-2015 |
| A. C. R. Messina (cedido)      | Italia | 2015      |
| Benevento Calcio               | Italia | 2015-2018 |
| S. S. C. Napoli                | Italia | 2018-2021 |
| Parma Calcio (cedido)          | Italia | 2018-2019 |
| Ascoli Calcio (cedido)         | Italia | 2019      |
| Empoli F. C. (cedido)          | Italia | 2020      |
| A. C. Chievo Verona (cedido)   | Italia | 2020-2021 |
| Pordenone Calcio               | Italia | 2021-2023 |
| Como 1907 (cedido)             | Italia | 2022      |
| Ascoli Calcio (cedido)         | Italia | 2022-2023 |
| Benevento Calcio               | Italia | 2023-2024 |
| A. C. D. Ospitaletto           | Italia | 2024      |
| Latina Calcio 1932             | Italia | 2025-     |

## Palmarés

### Títulos nacionales
| Título  | Club             | País   | Año     |
| ------- | ---------------- | ------ | ------- |
| Serie C | Benevento Calcio | Italia | 2015-16 |